# Jingle Bell Rock
Jingle Bell Rock è un noto brano natalizio, inciso e pubblicato originariamente nel 1957 dal cantante statunitense Bobby Helms. Gli autori della canzone sono Joe Beal e Jim Boothe.
Il brano ha raggiunto una grande notorietà divenendo un classico natalizio del tardo Novecento, venendo riproposto in occasione della festività del Natale sia nella sua versione originale, più volte rientrata nelle classifiche di vendita dei singoli nel corso degli anni, sia grazie a numerose cover incise da altri artisti.
La versione originale è stata inoltre riproposta in innumerevoli raccolte di canzoni natalizie da parte della casa discografica. È stata inoltre inserita, nella versione di Helms, nella colonna sonora del noto film Mamma, ho riperso l'aereo - Mi sono smarrito a New York, avente come protagonista Macaulay Culkin.

## Cover
La notorietà del brano presso il pubblico è stata mantenuta grazie anche alla sua riproposizione attraverso versioni alternative, incise e riprese da altri artisti più o meno noti.
Tra le prime cover del brano spicca la versione della cantante statunitense Brenda Lee, proposta nel 1964 e di particolare successo soprattutto negli Stati Uniti negli anni sessanta. Ancora prima, nel 1959, la versione di Max Bygraves è entrata in classifica in Regno Unito. Altra versione nota di quegli anni è quella incisa da Chubby Checker e Bobby Rydell nel 1961. Nel 1963 è stata incisa una nuova versione da parte del duo musicale Paul & Paula, inclusa nel loro album Holiday for Teens. Wayne Newton ha inciso la sua versione nel 1966. L'anno successivo è stata incisa da Floyd Cramer, nel 1968 da Herb Alpert & The Tijuana Brass per l'album Christmas Album nel 1969 da Johnny Mathis, per il disco Give Me Your Love for Christmas.
La canzone è stata, inoltre, incisa nel 1980 da The Chipmunks, per The twelve days of Christmas with the Chipmunks.
Nel 1983 è stato poi ripreso da Daryl Hall & John Oates, dai The Platters per Christmas Love Songs (1986) e tre anni dopo da Teresa Brewer per Teenage Dance Party.
La canzone è stata inoltre incisa nel 1992 da due artisti: da Neil Diamond, per The Christmas Album, e da Randy Travis, per A Very Special Christmas 2. Due anni dopo è stata ripresa dai The Ventures, che l'hanno pubblicata come singolo per la EMI. L'orchestra Hollyridge Strings ha inciso una versione orchestrale come medley con un altro classico natalizio, Jingle Bells, nel 1996. Questa versione è rintracciabile in Ultra Lounge: Christmas Cocktail.
Nel primo decennio del Duemila il brano è stato rieseguito in altre numerose versioni, tra cui quella dei 38 Special del 2001, del 2005 delle Girls Aloud e del 2006 di Billy Idol. Nel 2009 è stata sfruttata dagli svizzeri Furbaz per Messadi da Natal e l'anno successivo dai Bo Katzman Chor.
La cover più famosa è quella realizzata da Hilary Duff.
Altre cover sono state realizzate da Ashanti, Ashley Tisdale, Bill Haley, Chris Brown, Flabby, Aaron Tippin, Lindsay Lohan, Kylie Minogue e Vanessa Hudgens.
In Italia, il pezzo è stato inciso nel 2009 da Cristina D'Avena per il suo disco Magia di Natale (la cantante riproporrà questa sua interpretazione anche nell'edizione deluxe dell'album, pubblicata cinque anni più tardi) e nel 2013 da Mina per il disco Christmas Song Book. Nel 2020 Achille Lauro canta il brano con Annalisa per l'album 1920 - Achille Lauro & The Untouchable Band. Nel concerto di Natale 2020 in streaming della CT-Bandland è stato inserito nel repertorio. A dicembre del 2021 è stata incisa da Jo Canta la versione francese dal titolo C'est merveilleux Noël.

### Versioni strumentali
Lo stesso Bobby Hellms.

### Versioni in italiano
I bambini del Piccolo Coro dell'Antoniano furono i primi ad interpretarlo in italiano durante un'edizione dello Zecchino d'Oro. Un'altra versione in italiano è stata incisa da Cristina D'Avena nel 2009 con il titolo Ginge rock per il suo album Magia di Natale. Entrambe le versioni mantengono solo i primi versi del ritornello in originale inglese.

## Classifiche

### Classifiche settimanali
| Classifica (2020-23) | Posizione massima |
| -------------------- | ----------------- |
| Australia            | 6                 |
| Canada               | 5                 |
| Croazia              | 18                |
| Germania             | 8                 |
| Italia               | 3                 |
| Lussemburgo          | 8                 |
| Nuova Zelanda        | 5                 |
| Regno Unito          | 7                 |
| Stati Uniti          | 3                 |
| Sudafrica            | 50                |
| Svizzera             | 5                 |
| Vietnam              | 91                |

### Classifiche di fine anno
| Classifica (2023) | Posizione |
| ----------------- | --------- |
| Canada            | 89        |
| Stati Uniti       | 68        |
| Classifica (2024) | Posizione |
| Canada            | 92        |
| Stati Uniti       | 68        |